# Ilse Wisotzki
Ilse Claire Wisotzki Loli (n. 13 de febrero de 1934 - † Lima, 2 de noviembre de 2016) fue una educadora y catedrática peruana de ascendencia polaca. Rectora de la Universidad de Lima en los períodos 1977-1989 y 1994-2014.

## Biografía
Estudió Filosofía y Educación en la Pontificia Universidad Católica del Perú, en donde también obtuvo el grado de doctora en Educación. Posteriormente, estudió en la Facultad de Filosofía de la Universidad de Colonia y en el Instituto de Psicología de la Universidad de Bonn; del mismo modo, en la Facultad de Filosofía de la Universidad de Múnich.
Se incorporó a la Universidad de Lima en el año 1967, en dónde se encargó de las cátedras de Psicología General, Psicología Social y Filosofía.
En 1977, la Asamblea de la Universidad de Lima la eligió Rectora para el período 1977-1984 y fue reelegida para el siguiente período (1984-1989). Durante esta gestión, se promovió el crecimiento del Campus Universitario de Santiago de Surco con grandes pabellones, salas, una biblioteca y áreas de esparcimiento.
Fue nuevamente elegida como Rectora en el año 1994, cargo en el que permaneció hasta 2014. En este tiempo, se mejoró la infraestructura universitaria, con una Zona de Usos Múltiples (hoy Auditorio ZUM), la construcción de nuevos edificios y la adquisición de terrenos aledaños.
Fue presidenta del Capítulo peruano de la International Association of University Presidents (IAUP), vicepresidenta de la Unión de Universidades de América Latina (UDUAL) y formó parte del Consejo Directivo del Programa Columbus
A finales de 2014, fue reconocida como Rectora Emérita de la Universidad de Lima.

## Reconocimientos
- Orden al Mérito de la Mujer 2010 - Ministerio de la Mujer y Desarrollo Social, 2010
- Medalla Cívica “Ciudad de San Isidro” - Municipalidad de San Isidro, abril de 2009
- Doctorado honoris causa en Letras - University of Saint Thomas[2]
- Palmas Magisteriales en el Grado de Amauta - Ministerio de Educación del Perú, agosto de 2002[2]